# Bianca van Dijk-Dercksen
Bianca van Dijk-Dercksen (7 augustus 1969) is een Nederlandse triatlete en duatlete uit Rhenen. Ze werd in 1998 Nederlands kampioene duatlon en in 2001 Nederlands kampioen triatlon op de middenafstand.
In 2005 is ze gewisseld van triatlon naar wielrennen.

## Titels
- Nederlands kampioene triatlon op de middenafstand - 2001
- Nederlands kampioene duatlon - 1998

## Belangrijkste prestaties

### triatlon
- 1997:  NK lange afstand in Almere - 9:28.33
- 1997: 70e Ironman Lanzarote - 10:51.42
- 1998:  NK lange afstand in Almere - 9:41.13 (3e overall)
- 1999: 397e Ironman Hawaï - 10:15.06
- 1999: 72e Ironman Lanzarote - 10:48.10
- 1999: 11e WK lange afstand in Säter - 6:56.49
- 2000: 6e WK lange afstand in Nice - 7:21.19
- 2000:  Embrun Frankrijk - 12:10.42
- 2001: 4e WK lange afstand in Fredericia - 9:48.21
- 2001: 4e Ironman South Africa - 10:04.51
- 2001:  NK middenafstand in Nieuwkoop - 4:22.35
- 2002:  NK middenafstand in Nieuwkoop - 4:35.38
- 2002: 5e Triatlon van Nice - 10:52.17
- 2004: 15e WK lange afstand in Säter - 7:02.44
- 2005:  NK middenafstand in Nieuwkoop - 4:22.36
- 2005:  triatlon van Stein
- 2005:  Ironman 70.3 in Longleat
- 2005: DNF Triatlon van Almere
- 2005:  Triatlon van Veenendaal - 2:14.12
- 2005: DNF Ironman Lanzarote

### duatlon
- 1992:  NK in Den Dungen - 1:28.20
- 1997:  NK in Venray - 2:04.43
- 1998:  NK in Venray - 3:24.59